# Флиндърс (хребет)
Флиндърс (на английски: Flinders Ranges) е планински хребет в щата Южна Австралия. Простира се на около 430 km от град Порт Пири на юг до езерото Калабона на север. На юг чрез ниска седловина се свързва с хребета Маунт Лофти. Западните му склонове се спускат стръмно към залива Спенсър и соленото езеро Торънс, а източните – към соленото езеро Фром. Максималната му височина е връх Сейнт Мъри (1188 m), издигащ се централната му част. Изграден е от глинести шисти, кварцити и доломити. Климатът му е тропичен, полупустинен на север с годишна сума на валежите около 200 mm и субтропичен, много по-влажен (с годишна сума на валежите около 400 mm) на юг. На изток и запад от него се спускат епизодични реки, вливащи се в двете солени езера. В южната му част склоновете му са обрасли с храсталаци (мали-скреб), а на север са заети от полупустинни храсти и халофити.
Южните крайбрежни склонове на хребета Флиндърс за първи път са видени и открити от морската експедиция, възглавявана от английския мореплавател и хидрограф Матю Флиндърс и впоследствие са наименувани в негова чест. По-късно, през 1839 г., хребетът е дооткрит и изследван от английския изследовател на Австралия Едуард Еър.